# 918 до н. е.

## Події
За однією з версій, скинутий цар Тиру Абд-Астарт, його місце зайняв Метусастарт.